# ایگویل د تریولت
ایگویل د تریولت (به فرانسوی: Aiguille de Triolet) یک کوه در فرانسه است که در اوت سووآ واقع شده‌است.